# Ethniki Odos 91
Die Ethniki Odos 91 (griechisch Εθνική Οδός 91 ‚Nationalstraße 91‘) ist eine 68 km lange Straßenverbindung in Griechenland. Sie verbindet das Zentrum von Athen entlang der Attischen Riviera mit dem Kap Sounion. Die Straße ist teilweise achtspurig ausgebaut.

## Verlauf
- Die Straße Leoforos Syngrou

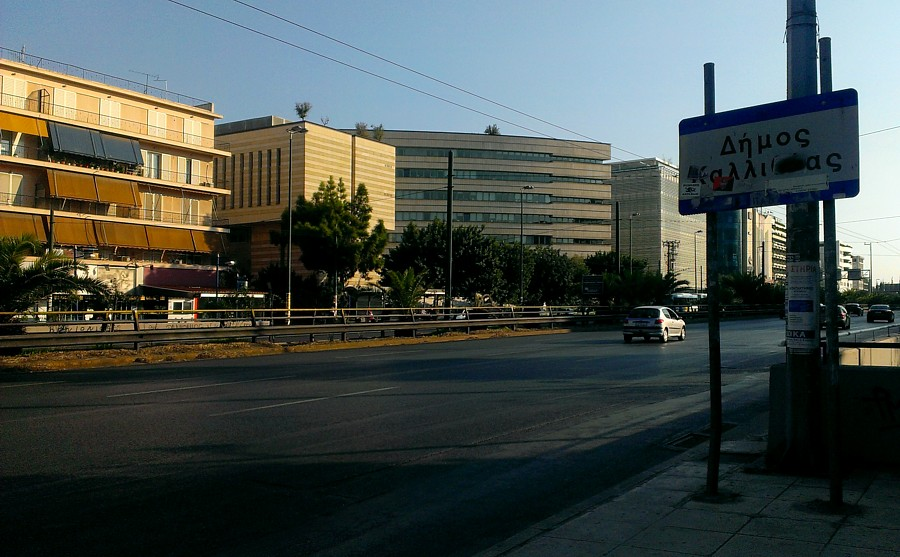
Die Straße Leoforos Syngrou

- Die Poseidonos-Straße in Glyfada

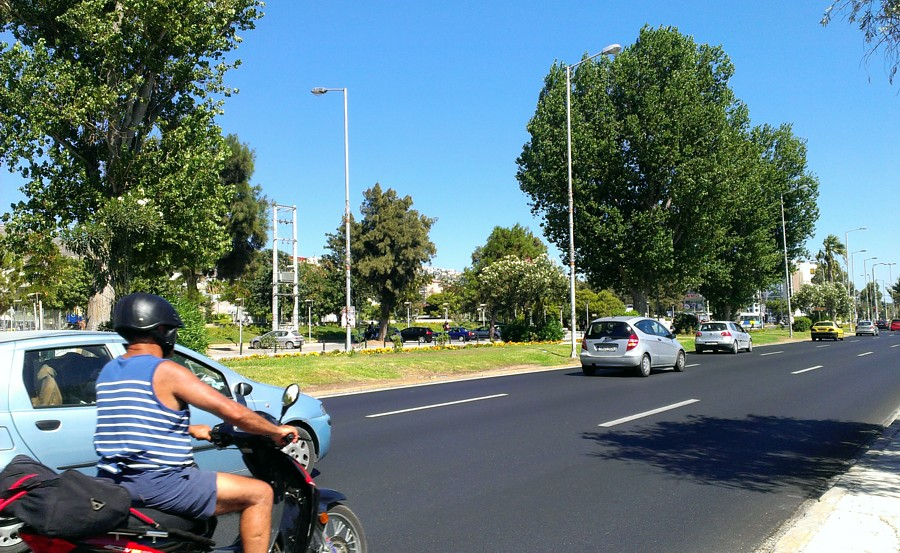
Die Poseidonos-Straße in Glyfada

Die Straße führt vom Syntagma-Platz im Zentrum der Hauptstadt nach Süden/Südwesten über die Amalias-Straße und am Zappeion vorbei zur Ausfallstraße Leoforos Syngrou und erreicht auf dieser Palea Faliro, wo sie in die Poseidonos-Straße übergeht, die der Küste folgt. Auf dieser werden Kalamaki und Glyfada erreicht. Die Straße setzt sich über Voula nach Vouliagmeni (Βουλιαγμένη) und von dort der Küste des Saronischen Golfs entlang nach Saronida und Palea Fokea fort. In der Nähe von Kap Sounion geht sie in die Ethniki Odos 89 über.